# تورجوت تونتشالب
تورجوت تونتشالب (بالتركية Turgut Tunçalp ) ممثل تركي من (مواليد 12 مايو 1976 في مدينة سكاريا) الواقعة على سواحل البحر الأسود والقريبة من مدينة إسطنبول. 
اكمل دراسته الابتدائية والثانوي في مدينته ، كما اكمل دراسته في المعهد الفني المسرحي الخاص في مدينته وقد استطاع الانتفاع من دراسته الاكاديمية وموهبته الفنية .
بدأ الممثل التركي تورغوت تونتشيلب مشواره الفني سنة 2002 مع التلفزيون حيث اشترك في المسلسل التركي Srlar Dunyas ليعمل بعدها في العديد من الاعمال التلفزيونية ما بين سنتي 2002-2006 ليدخل بعدها عالم السينما مع الفيلم التركي Kiraz Operasyonu سنة 2006 ، وقد عرفه الجمهور العربي من خلال دوره افشين المسيحي الذي يقتل أبو حليمة زوجة ارطغرل.
قيامة أرطغرل (مسلسل)
المنظمة (مسلسل)
الهارب (مسلسل)
أنت وطني (مسلسل)
موقع imdb 
موقع elcinema 
1. ↑  "Turgut Tuncalp | Actor". IMDb (بالإنجليزية الأمريكية). Archived from the original on 2023-03-11. Retrieved 2024-02-20.
2. ↑  "تورغوت تونشالب - تمثيل فيلموجرافيا، صور، فيديو". elCinema.com. مؤرشف من الأصل في 2024-02-21. اطلع عليه بتاريخ 2024-02-20.